# George Hammond (Csillagkapu)
George S. Hammond tábornok a Csillagkapu-univerzum szereplője. A Don S. Davis által alakított Hammond tábornok a Csillagkapu Parancsnokság vezetőjeként szolgál a Csillagkapu (Stargate SG-1) című televíziós sorozat első hét évadában. A 7. évad utolsó, Az elveszett város című részében áthelyezik Washingtonba, ahol a Föld biztonságáért felelős részleg (a Bolygóvédelem) vezetője lesz. A 10. évadban megemlítik a visszavonulását, a Csillagkapu: Atlantisz című sorozat utolsó részében pedig bejelentik a halálát.
Don S. Davis az egészségi problémái miatt a hetedik évad végén kénytelen volt elhagyni a sorozatban játszott állandó szerepét, de vendégszereplőként többször is visszatért, és egy alkalommal feltűnt a Csillagkapu: Atlantisz első évadában is. Davis 2008 júniusában szívroham következtében elhunyt, Hammond tábornokként utoljára a Csillagkapu: Continuum című DVD filmben szerepelt. A 7. évad Hősök, 2. részben nyújtott alakításáért 2004-ben Leo-díjra jelölték „Dráma sorozat: A legjobb férfi mellékszereplő” kategóriában.

## A szerep aCsillagkapuban

### A karakter életútja
A Texasból származó George S. Hammond az Amerikai Légierő vezérőrnagya (később altábornagya), a Csillagkapu Parancsnokság vezetője a Csillagkapu (Stargate SG-1) első hét évadában. Hammond a sorozat bevezető részében a Csillagkapu című mozifilmben szereplő West tábornok, a Csillagkapu-projekt vezetőjének utódaként jelenik meg. Hammond 1969-ben hadnagyként a Cheyenne-hegy alatti bázison (a későbbi Csillagkapu Parancsnokság helyén) állomásozott. Részt vett a vietnámi háborúban (valószínűleg vadászpilótaként), ahol elveszítette legjobb barátját, aki a gépét ért találat után katapultált, majd feltehetően fogságba esett. Hammond később átvette a leállított Cheyenne-bázis parancsnoki posztját, amiről úgy tűnt, hogy a nyugdíjazása előtti utolsó megbízatása lesz. Rokonságából csak a sorozat eseményei előtt három évvel rákban elhunyt felesége, két unokája Kayla és Tessa, valamint néhai nagybátyja kerül említésre.
Hammond tábornok irányít minden egyes Csillagkapu küldetést, de csak ritkán vesz részt a CSK csapatok kalandjaiban. Idegen bolygón csak 2. évad Világok gyilkosa, a 3. évad Tűzön-vízen át és a 7. évad A bukott angyal című részében látható; viszont ő a Prométheusz parancsnoka a 7. évad Az elveszett város és a 8. évad A megszabadított Prométheusz című epizódjában. Hammond parancsnoksága egyszer megszakad a 4. évad Láncreakció című részében, mikor zsarolás hatására kénytelen nyugdíjba vonulni, a helyét pedig átmenetileg Bauer tábornok veszi át.
A 7. évad utolsó, Az elveszett város című részében, az Amerikai Egyesült Államok újonnan beiktatott elnöke, Henry Hayes a bázison zajló három hónapos vizsgálat idejére kénytelen Elizabeth Weirt kinevezni Hammond helyére. Hammondot altábornaggyá léptetik elő, és áthelyezik a Bolygóvédelmi hivatal élére; a 8. évad első, Új világrend című részében Jack O’Neill dandártábornok veszi át a Csillagkapu Parancsnokság irányítását. Hammond feltűnik a Csillagkapu: Atlantisz első évadának Hazatérés című részében, és néha visszatér a Csillagkapu 8–10. évadaiban is. A 9. évad A negyedik lovas című részében katonai egyenruha helyett öltönyben látható, a 10. évad A járatlan út című részében pedig Samantha Carter alezredes megerősíti, hogy Hammond nyugdíjba vonult. Legutoljára az alternatív idővonalon játszódó Stargate: Continuum című filmben látható, ahol Hammond tábornok Henry Hayes elnök katonai tanácsadójaként dolgozik. Carter a Csillagkapu: Atlantisz utolsó részében bejelenti, hogy Hammond szívroham következtében elhunyt, és hogy a tiszteletére az egyik Daedalus-osztályú csatahajót, a Phoenixet átkeresztelik George Hammondra.

### Jellemzés és kapcsolatok
Jo Storm Approaching The Possible (Elérni a lehetségest) című könyve szerint, a 2. évad 1969 című része bemutatja, hogyan jutott fel Hammond a katonai ranglétrán „ravaszság, intelligencia és előrelátás révén”. Don S. Davis Hammond tábornokot kezdetben „gyakorlatias és előretekintő” személyként jellemezte, amihez később hozzátette, hogy látszólag „szigorú és puritán”. Felismerve annak szükségét, hogy a szerepet jobban meg kell feleltetnie egy igazi tábornoknak, Davis megpróbálta „összetettebbé tenni őt, olyanná, aki megértőbb és ezáltal egy kicsit szerethetőbb.” A Hammond parancsnoksága alatt álló férfiak és nők boldogulása a legfontosabb a tábornok számára. Amellett, hogy tisztában van azzal, hogy emberei talán nem térnek vissza az általa elrendelt küldetésükről, Hammond tábornoknak tudnia kell döntenie arról, hogy mikor hagyjon fel a mentőakciókkal, hogy ne sodorjon veszélybe több életet, még ha „mindig vonakodva és sajnálattal teszi” is ezt. Ahogy az a Láncreakció című részben látható, Hammond, hogy ne kockáztassa beosztottai és családja életét, inkább csendben távozik a hadseregtől „ami ellentétben áll szilaj texasi hátterével”.
Bár gyakran látható bürokratikus és adminisztratív szerepben (ahogy az őt követő O'Neill tábornok is), mégis részt vesz a létesítmény belső és külső ellenségtől való védelmében. Mikor idegenek hatolnak be a bázisra, Hammond a végsőkig kitart, és ha a helyzet reménytelenné válik, nem habozik aktiválni az önmegsemmisítőt, melyet az alternatív univerzumokban játszódó történetektől eltekintve mindig sikerül időben leállítani, miután a veszély elhárult. Azokban az esetekben, amikor a bázist evakuálják, Hammond sosem használja ki hatalmi helyzetét a távozásra, ehelyett mindig a helyén marad. Több alkalommal is önfeláldozó és hősies módon maga indul emberei megmentésére. A 2. évad Világok gyilkosa című részében egy idegen bolygón folytatott tárgyalás során felajánlja, hogy a CSK-1 szabadságáért cserébe átvállalja a csapatra kiszabott életfogytiglani börtönbüntetést, a 3. évad Tűzön-vizen át című részében másodmagával egy régi Goa’uld halálsiklón száll szembe az ellenséggel, a 7. évad Az elveszett város című részében a pajzsát elvesztett Prométheuszt Anúbisz hajója felé irányítja, hogy az ütközés által a CSK-1 időt nyerjen az ős fegyver beindításához, a 8. évadban pedig, A megszabadított Prométheusz című részben egymaga megy át egy sérült létfenntartó rendszerű goa'uld teherhajóra, hogy kristályokat szerezzen egy al'kesh hajtóművének megjavításához.
Davis méltányolta Hammond kompromisszumokra való hajlandóságát, és azt, hogy közel került a CSK-1 csapathoz. A sorozat kezdetén Hammond még nem fogadja el az idegen harcost, Teal’cet, de mikor felismeri a Csillagkapu Program iránti odaadását, a jaffa elnyeri bizalmát és tiszteletét. Annak ellenére, hogy csodálja dr. Daniel Jackson kezdeti lelkesedését, Hammondnak hosszú időre van szüksége ahhoz, hogy megértse Daniel liberális, nem katonai szellemű problémakezelési módszerét, de végül felismeri, mennyire fontos a civil nézőpont a CSK-1 küldetései során. Mikor az idegen Jonas Quinn a 6. évadban csatlakozik a CSK-1-hez, Davis szerint Hammond hasonlóan reagál Jonasra, mint ahogyan Teal'cre az 1. évadban. Azonban Hammond nem hibáztatja Jonast Daniel haláláért a Meridian című részben „a helyzet nem nehezíti meg [Hammond] számára, hogy a fiatalembert a szárnyai alá vegye, és a CSK-1 többi tagjához hasonlóan családtagként kezelje”. Davis szerint egyedül az NID okoz csalódást Hammond számára, mivel a szervezet az idegen technológiák megszerzése érdekében rendszeresen kijátssza Hammondot és a CSK-1-et. Hammond egyetlen lehetősége, hogy az elnökhöz forduljon segítségért, de a legtöbb ilyen történet azzal ér véget, hogy az emberiség túlélését biztosítandó, a CSK-1 vagy Hammond megszegi a szabályokat, azaz „Hammond bármit megtesz, hogy mindent el tudjon intézni”.

## A karakter megalkotásának története
Don S. Davis Dana Elcar fénydublőre, majd kaszkadőre volt a MacGyver című, 1985 és 1992 között készített televíziós sorozatban, melyben a főszerepet Richard Dean Anderson játszotta (aki a későbbi Csillagkapu sorozat főszereplőjét, Jack O'Neillt is alakította). Ekkortájt Davis kiégéstől szenvedett, mivel tíz éven át a University of British Columbia tanáraként színjátszást oktatott, ám később úgy érezte, hogy a MacGyveren dolgozva „újjászületett”. 1996-ban, mikor a producerek a Csillagkapu szereplőválogatását végezték, felkérték Davist, hogy olvassa el Hammond tábornok szerepét, majd több évre le is szerződtették. Davis úgy vélte, hogy Hammond tábornok kezdetben egy kétdimenziós, a „nagykönyv” szerint megírt karakter volt, O'Neill teljes ellentéte, és elégedetlen volt azzal, hogy a bevezető rész rendezője, Mario Azzopardi nagyrészt katonai sztereotípiává akarta tenni Hammondot. Davis, aki az 1960-as években az Egyesült Államokban és Koreában a hadsereg századosaként szolgált, úgy érezte, hogy a karakter nem tükrözi a katonai szolgálat valóságát, és vonakodott attól, hogy éveken át egy ilyen szereplőt személyesítsen meg és áruljon el. A producerek végül megengedték neki, hogy emberibbé tegye a karaktert.
Mivel egy részt sem szenteltek Hammondnak az első három évad során, a producerek a 4. évad Láncreakció című részét „egy kissé Hammond epizóddá” írták. A rész végül „nagyon eltért” attól, amit az író, Joseph Mallozzi eredetileg elképzelt, az ő változata szerint ugyanis „Hammond a hadbíróság elé kerül, miután egy CSK csapat vezetője meghal egy küldetés során”. Miután a további évadokban nem írtak több Hammondról szóló részt, Davis felidézte, hogy a Csillagkapu a CSK csapat idegen világokban zajló kalandjaira koncentrál, ami miatt Hammond, egy igazi, az eseményeket a harctértől távolról irányító tábornokhoz hasonlóan „nem lehet több, a cselekmény középpontjától távol álló személynél”
Miután 7 évadon át, közel 150 epizódban alakította Hammond tábornokot, 2003 végén Don S. Davis úgy döntött, hogy elhagyja a Csillagkaput. Elhúzódó egészségi problémáktól szenvedett, és hálás volt, amiért a Csillagkapu producerei korábban meghosszabbították a szerződését és elhalasztották az egyes részek forgatását, a műtétjei idején. Davis régi szenvedélye, a képzőművészet felé fordult, de folytatta munkáját a film- és a televíziós iparban, többek között a Csillagkapu sorozatban is. Davis 2008. június 29-én, 65 éves korában szívinfarktus következtében elhunyt, nem sokkal azelőtt, hogy megjelent volna a Stargate: Continuum, melyben utoljára tűnt fel Hammond tábornokként. A Csillagkapu producerei a Csillagkapu: Atlantisz befejező részének végét egy Don S. Davisre emlékező üzenettel zárták le; emellett a részben említésre kerül Hammond tábornok halála is.

## Fogadtatás
Jo Storm Approaching the Possible (Elérni a lehetségest) című könyvében így ír Don S. Davisről: „magabiztossággal és gondossággal annyit hoz ki karaktere cselekedeteiből és motivációiból, amennyit csak a sok éves tapasztalat révén lehetséges”. A Csillagkapu 2. évadának 1969 című részében, Hammond „annyira előnyösen rendezi el a dolgokat, amennyire tudja” és bebizonyítja, hogy „alkalmas” és „hihető” parancsnok. Ezzel a résszel kapcsolatban, Storm méltatja Aaron Pearl játékát is, aki „csodálatos munkát végzett a fiatal George Hammond szerepében, mind a finom fejmozgás, mind a beszédritmus tekintetében”. Don S. Davist Hammond megszemélyesítéséért 2004-ben Leo-díjra jelölték „Dráma sorozat: A legjobb férfi mellékszereplő” kategóriában, a 7. évad Hősök, 2. részben nyújtott alakításáért.

## Fordítás
- Ez a szócikk részben vagy egészben  a   George Hammond (Stargate) című angol Wikipédia-szócikk ezen változatának fordításán alapul.  Az eredeti cikk szerkesztőit annak laptörténete sorolja fel. Ez a jelzés csupán a megfogalmazás eredetét és a szerzői jogokat jelzi, nem szolgál a cikkben szereplő információk forrásmegjelöléseként.

## Külső hivatkozások

### Magyar nyelven
- Abydos Gate – Csillagkapu :: Karakteroldal. (Hozzáférés: 2009. június 10.)

### Angol nyelven
- George Hammond. (Hozzáférés: 2009. június 10.)
- George Hammond. scifi.com. [2009. március 25-i dátummal az eredetiből archiválva]. (Hozzáférés: 2009. június 10.)
- The Stargate Omnipedia: Characters – Hammond, George. [2009. május 6-i dátummal az eredetiből archiválva]. (Hozzáférés: 2009. június 10.)
- George Hammond – StargateWiki. (Hozzáférés: 2009. június 10.)